# Francis Trevithick

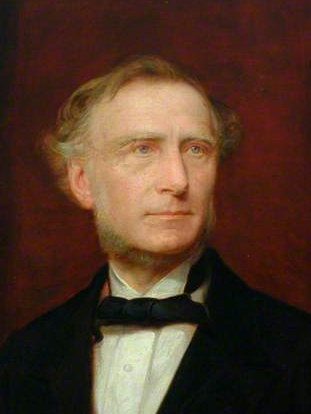
Francis Trevithick (1812–1877)

Francis Trevithick (* 1812 in Camborne, Cornwall; † 27. Oktober 1877 in Penzance, Cornwall) war ein britischer Eisenbahningenieur und einer der ersten Lokomotivkonstrukteure der London and North Western Railway (LNWR). Er war der älteste überlebende Sohn von Richard Trevithick, dem Erfinder der Hochdruckdampfmaschine und Konstrukteur der ersten Lokomotive.

## Leben
Francis Trevithick begann um 1832 das Studium des Bauingenieurwesens. Bereits 1840 wurde er bei der Grand Junction Railway (GJR) als ortsansässiger Ingenieur für die Strecke Birmingham–Crewe angestellt. Ein Jahr später übernahm er die Position des Locomotive Superintendent in den Edge Hill Works in Liverpool. 1843 wurde er in gleicher Funktion an die neu errichteten Crewe Works versetzt, wo er mit dem Werkstattleiter Alexander Allan zusammenarbeitete, der federführend an der technischen Ausarbeitung der Lokomotiventwürfe war.
Mit der Fusion der drei Gesellschaften Grand Junction Railway (GJR), London and Birmingham Railway (L&BR) und Manchester and Birmingham Railway (M&BR) zur London and North Western Railway (LNWR) wurde Trevithick Locomotive Superintendent der Northern Division der neuen Bahngesellschaft. Nach einer Umstrukturierung im Jahr 1857, bei der die Northern und North Eastern Divisions der LNWR zusammengelegt wurden, wurde er von John Ramsbottom abgelöst und verließ das Unternehmen.
Nach seinem Ausscheiden aus dem Eisenbahndienst kehrte Trevithick nach Cornwall zurück, wo er als Verwalter des Landgutes Tehidy tätig war – eine Aufgabe, die bereits sein Großvater im 18. Jahrhundert innehatte. Francis Trevithick starb am 27. Oktober 1877 in Penzance und wurde dort beigesetzt.

## Werk

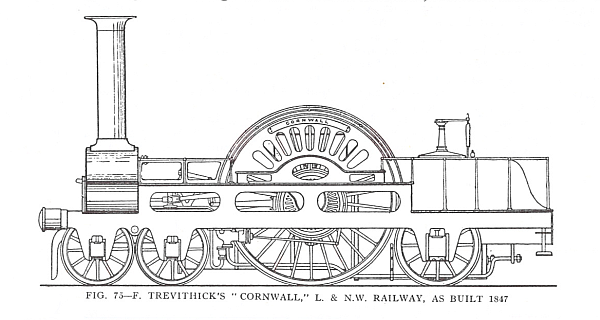
Schnellzuglokomotive Cornwall

Francis Trevithick war maßgeblich an der Entwicklung früher britischer Dampflokomotiven beteiligt. Im Jahr 1872 veröffentlichte er eine zweibändige Biografie über seinen Vater Richard Trevithick.
Zu seinen bekanntesten Konstruktionen zählt die Schnellzuglokomotive Cornwall mit der Achsfolge 2B1. Um Treibräder mit besonders großem Durchmesser unterzubringen und dennoch einen möglichst tiefen Schwerpunkt zu erreichen, wurde der Kessel unterhalb der Treibachsen angeordnet. Zudem verlief die hintere Laufachse durch einen Tunnel in der Feuerbüchse. Diese Konstruktion ermöglichte einen im Vergleich zu den Crampton-Lokomotiven deutlich kürzeren Achsstand. Später wurde die Lokomotive von Trevithicks Nachfolger John Ramsbottom zu einer 1B1-Lokomotive umgebaut, bei der der Kessel oberhalb der Achse der Treibräder lag.

## Familie
Er war mit Mary Ewart (1819–1889) verheiratet und hatte zehn Kinder, darunter:
- Richard Francis Trevithick (1845–1913), der zunächst in Großbritannien für die London and North Western Railway (LNWR) und später in Argentinien für die Ferrocarril Córdoba y Rosario arbeitete. Nach einer Zwischenstation in Ceylon wurde er in Japan zum Locomotive Superintendent der Kaiserlich Japanische Staatseisenbahnen, wo er in Kobe den Bau der ersten in Japan gefertigten Lokomotive leitete,[4]
- Frederick Harvey Trevithick (1852–1931), der zunächst bei der Great Western Railway (GWR) arbeitete und später Chefingenieur der Ägyptischen Staatsbahnen wurde,[5]
- Arthur Reginald Trevithick (1858–1939), der als stellvertretender Werkstattleiter in den Crewe Works tätig war.[6]